# Aerospacelab
Aerospacelab is een Belgische satellietbouwer in Mont-Saint-Guibert, België.  
Aerospacelab werd opgericht in 2018. Anno 2024 heeft het bedrijf 8 satellieten gelanceerd. 
In 2021 lanceerde het bedrijf zijn eerste satelliet op de Transporter 2 missie van SpaceX. De satelliet, een 12U CubeSat genaamd Arthur diende als risk reductie missie om hun zelf ontwikelde systemen te valideren.
In Oktober 2023 lanceerde het bedrijf zijn 2de 12U Cubesat, PROBA-V’s Companion CubeSat (PVCC). 
6 VSP (versatile satellite platform) satellieten zijn vervolgens gelanceerd met SpaceX (Grégoire met Transporter 8, SPIP met Transporter 9 en Rose, RIRI, FIFI en LouLou met Transporter 10).
In april 2023 kocht Aerospacelab de Luikse hoogtechnologische telescopenproducent Amos, waarmee het groeide van 230 naar 330 personeelsleden.
Op 16 mei 2024 werd de eerste spadesteek gemaakt voor de bouw van een nieuwe fabriek in Charleroi. Eenmaal operationeel, zou de fabriek met 16.000 m² de grootse satellietproductiehal van Europa worden. Aerospacelab voorziet tot 500 satellieten per jaar te fabriceren. 